# Chimaphila umbellata
Chimaphila umbellata là một loài thực vật có hoa trong họ Thạch nam. Loài này được (L.) Nutt. mô tả khoa học đầu tiên năm 1817.

## Hình ảnh

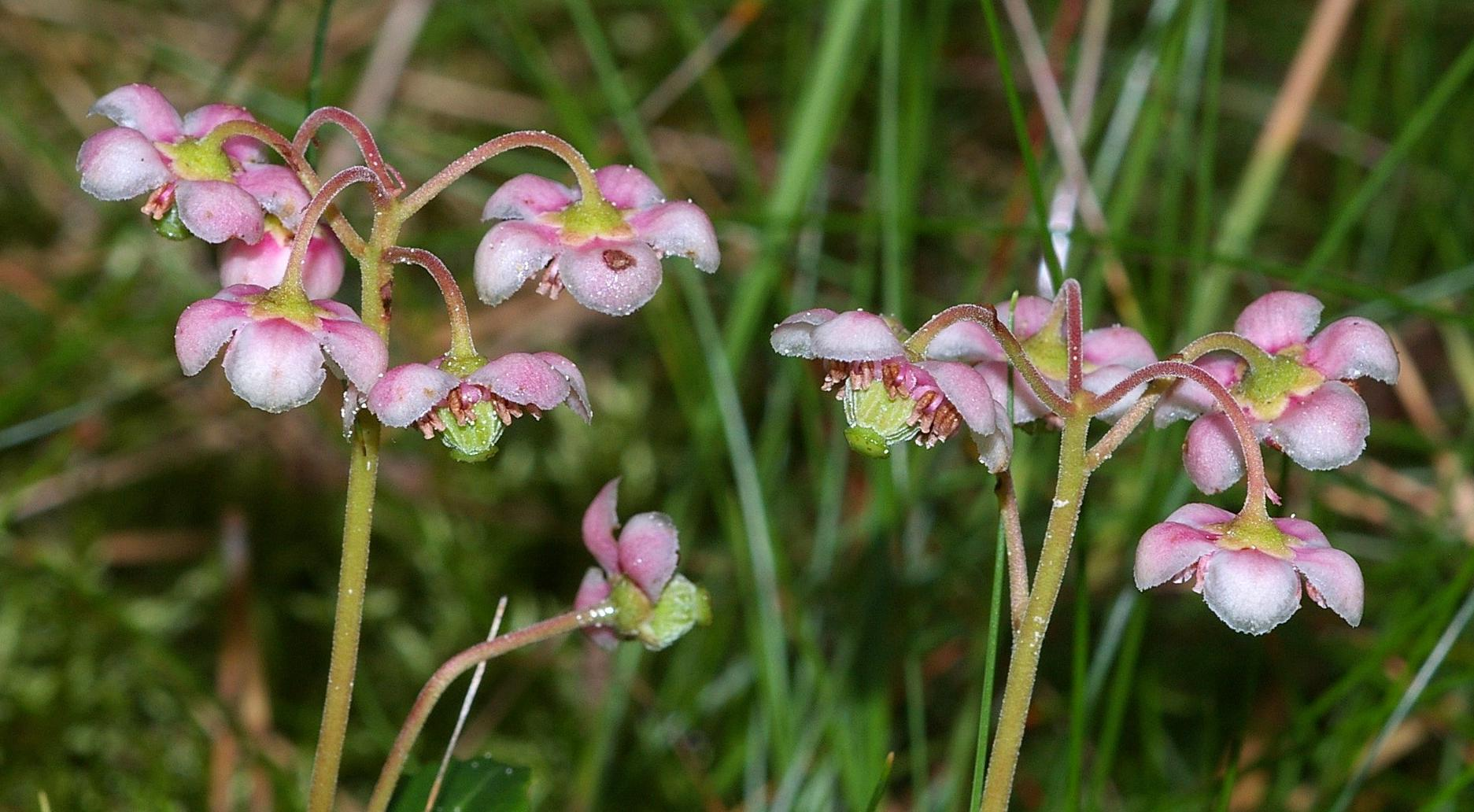
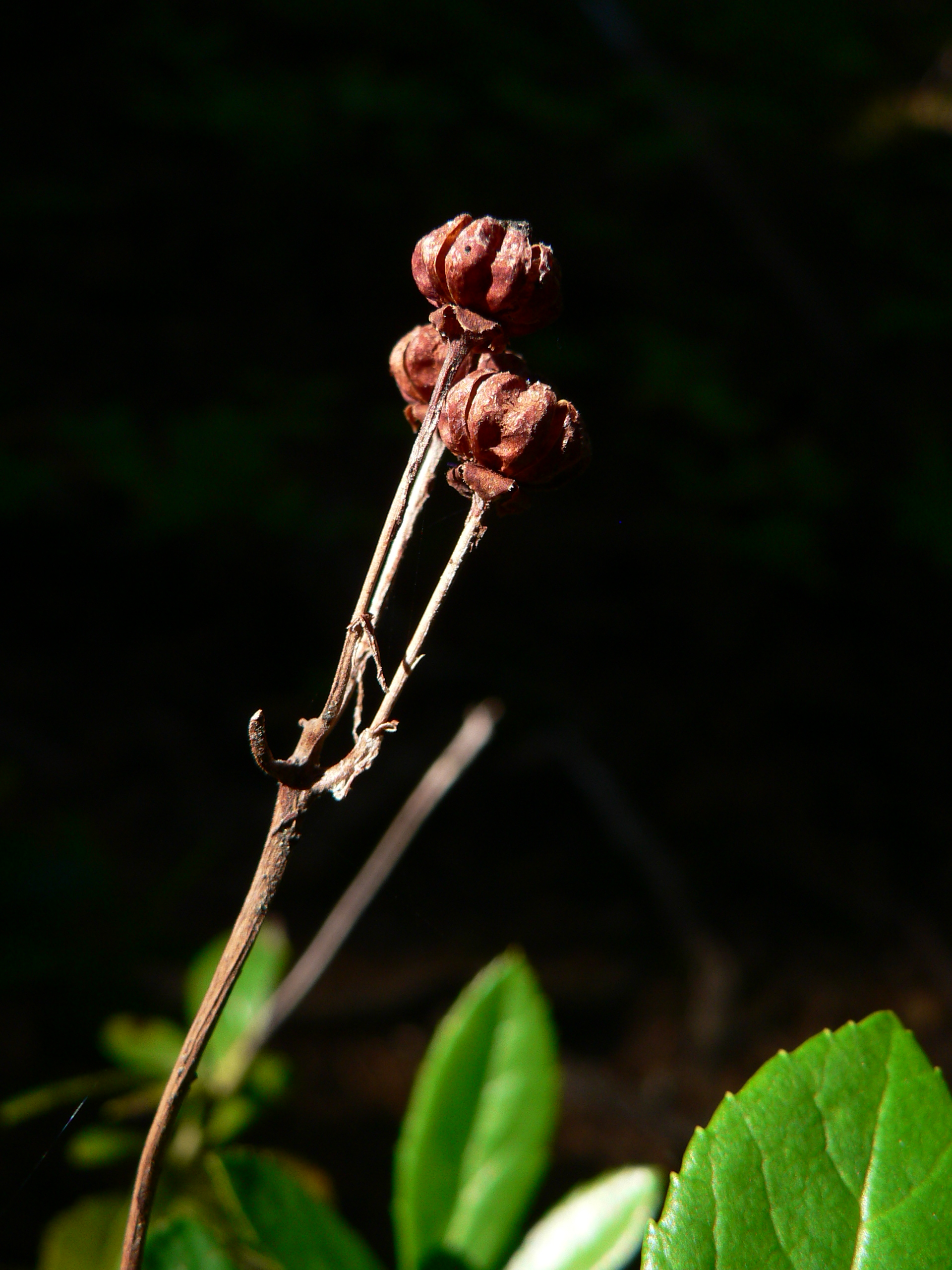
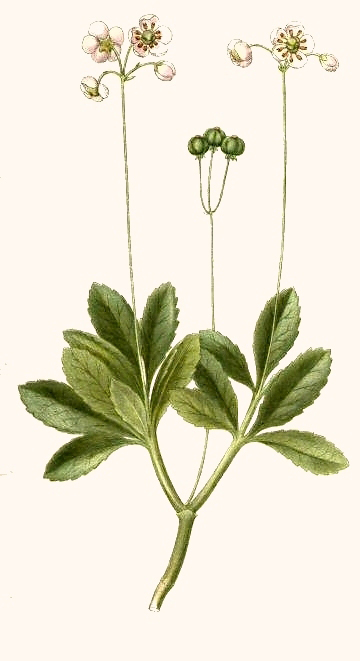
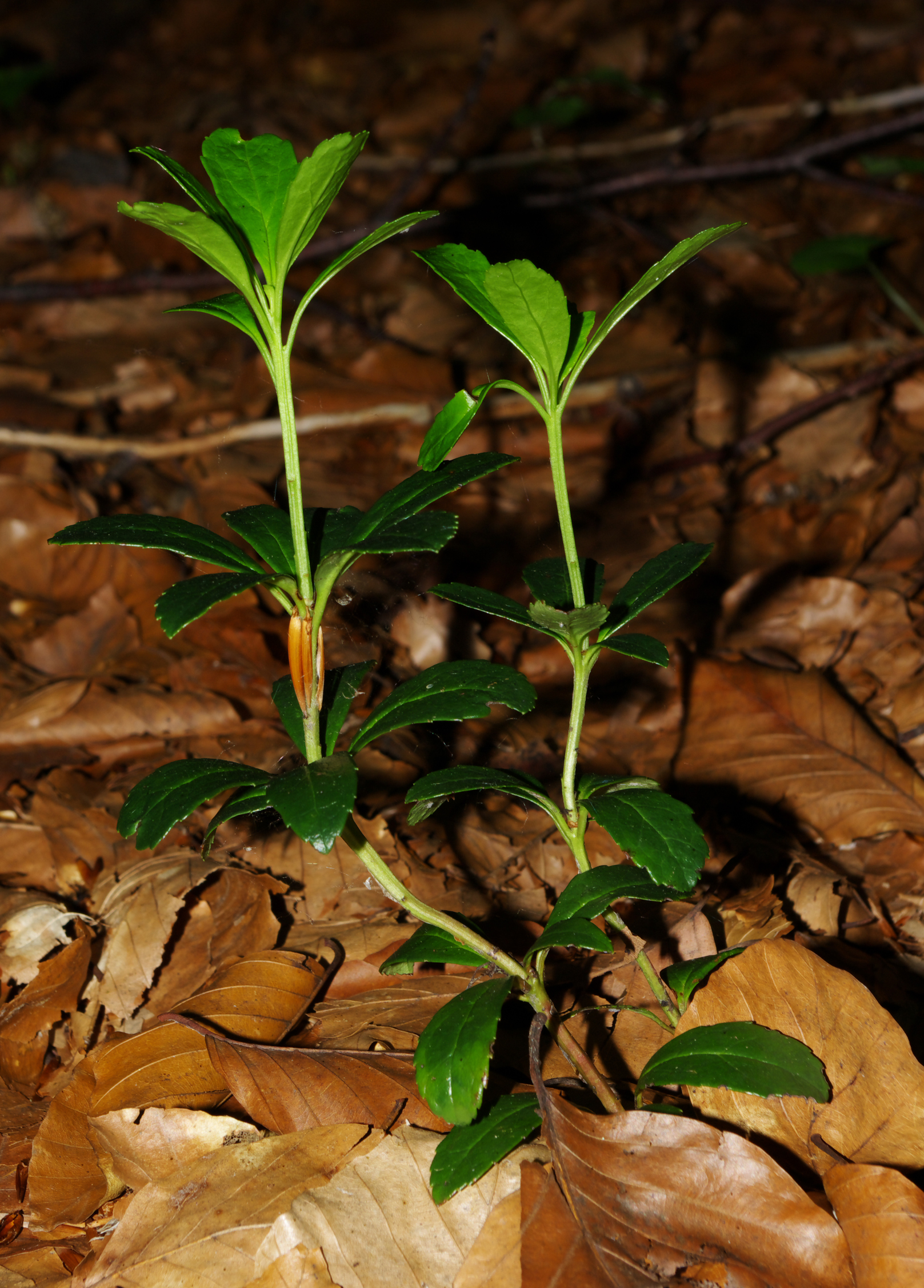